# 1377 en Angleterre
Chronologie de l'Angleterre
- 1373
- 1374
- 1375
- 1376
- 1377
- 1378
- 1379
- 1380
- 1381

Cette page concerne l'année 1377 du calendrier julien.

## Naissances en 1377
- 2 mars : Edmond Stafford, 5e comte de Stafford
- Date inconnue : 
  - Thomas Beaufort, 1er duc d'Exeter et 1er comte de Dorset
  - John Darcy, 5e baron Darcy de Knayth
  - Robert Dingley, member of Parliament pour le Hampshire
  - Robert More, member of Parliament pour le Dorset

## Décès en 1377
- 27 janvier : William Devereux, chevalier
- 16 ou 17 mars : Marie de Châtillon-Saint-Pol, comtesse de Pembroke
- 12 avril : John Minsterworth, chevalier et rebelle
- 2 mai : Hugues de Courtenay, 10e comte de Devon
- 5 mai : Maud de Lancastre, comtesse d'Ulster
- 21 juin : Édouard III, roi d'Angleterre
- Date inconnue : Rhys ap Robert, noble